# Cessna Citation Mustang
Cessna 510 Citation Mustang (рус. «Це́ссна-510 Сайтейшен-Мустанг») — двухдвигательный реактивный сверхлёгкий самолёт деловой авиации, созданный компанией Cessna Aircraft Company. В стандартной конфигурации самолёт имеет четыре пассажирских сиденья в салоне, туалет и двухместную кабину пилотов. Как и большинство других лёгких самолётов, Сайтейшен-Мустанг сертифицирован для управления одним пилотом.

## Разработка
Первый полёт самолёта состоялся 18 апреля 2005 года. В конце 2006 года были получены все необходимые сертификаты и 23 ноября был собран первый серийный экземпляр. 23 апреля 2007 года первые покупатели получили заказанные самолёты.
Мустанг — свободнонесущий низкоплан с тремя убирающимися стойками шасси и двумя турбореактивными двигателями Pratt & Whitney Canada PW615F, установленными в гондолах в кормовой части фюзеляжа. Планер самолёта построен из алюминиевых сплавов, с трехлонжеронными крыльями. Основная дверь расположена в передней левой части самолёта, справа — в центре фюзеляжа, расположен аварийный выход.

## Эксплуатанты
Основными эксплуатантами являются частные лица.

### Гражданские эксплуатанты
Франция
- WIJET

 Молдавия
- Rent Jets

## Аварии и катастрофы
По состоянию на 4 февраля 2021 года, в различных авариях и катастрофах было потеряно 3 самолёта. При этом погибли 4 человека. 
| Дата       | Бортовой номер | Место       | Жертвы | Краткое описание                                                              |
| ---------- | -------------- | ----------- | ------ | ----------------------------------------------------------------------------- |
| 14.12.2017 | OE-FWD         | Вальдбург   | 3/3    | Разбился при заходе на посадку ночью.                                         |
| 06.08.2019 | CC-ANR         | Лос-Анхелес | 1/1    | Разбился при заходе на посадку.                                               |
| 31.08.2019 | N551WH         | Эль-Монте   | 0/2    | Выкатился за пределы взлетно-посадочной полосы в процессе прерванного взлёта. |

## Летно-технические характеристики
Данные производителя

### Технические характеристики
- Экипаж: 1 (2) человека
- Пассажировместимость: 4-5 человек
- Длина: 13,16 м
- Размах крыла: 13,16 м
- Высота: 4,09  м
- Масса пустого: 2540 кг
- Полезная нагрузка 1442 кг
- Максимальная взлётная масса: 3930  кг
- Двигатели: 2×турбовентиляторных Pratt & Whitney Canada PW615F
- Тяга: 2×6,49 кН

### Габариты пассажирской кабины[9]
- Длина салона: 2,74 м
- Ширина салона: 1,42 м
- Высота салона: 1,37 м
- Объём багажного отсека: 1,8 м³

### Лётные характеристики
- Максимальная скорость: 0,63 M
- Крейсерская скорость: 630 км/ч
- Максимальная дальность: 2161 км
- Практический потолок: 12 500 м
- Разбег: 948 м
- Пробег: 729 м
- Стоимость одной морской мили полёта: $2,54
- Стоимость за час полёта: $794